# Август Гайгер
Август Гайгер (нім. August Geiger; 6 травня 1920, Юберлінген, Веймарська республіка — 30 вересня 1943, Зейдерзе, Імперський комісаріат Нідерланди) — німецький льотчик-ас нічної винищувальної авіації, гауптман люфтваффе. Кавалер Лицарського хреста Залізного хреста з дубовим листям.

## Біографія
В 1939 році вступив в люфтваффе. Після закінчення льотного училища в 1941 році зарахований в 1-у ескадру нічних винищувачів. З літа 1942 року — командир 7-ї ескадрильї 1-ї ескадри нічних винищувачів. В ніч на 30 березня 1943 року збив 5 літаків. З 21 лютого 1944 року — командир 3-ї групи своєї ескадри. В ніч на 30 вересня 1943 року його літак (Bf.110G-4) був збитий британським винищувачем; Гайгер катапультувався, але парашут зачепився за літак, який падав, і Гайгер загинув.
Всього за час бойових дій здобув 54 нічні перемоги.

## Звання
- Лейтенант (1 квітня 1941)
- Оберлейтенант (1 квітня 1943)
- Гауптман (1 липня 1943)

## Нагороди
- Нагрудний знак пілота (1939)
- Залізний хрест
  - 2-го класу (1941)
  - 1-го класу (1942) — за 10 нічних перемог.
- Почесний Кубок Люфтваффе (19 жовтня 1942)
- Німецький хрест в золоті (31 серпня 1943)
- Лицарський хрест Залізного хреста з дубовим листям
  - лицарський хрест (22 травня 1943) — за 22 нічні перемоги.
  - дубове листя (№ 416; 2 березня 1944, посмертно) — за 53 нічні перемоги.
- Авіаційна планка нічного винищувача в золоті